# عامر حمودی حسن السعدی

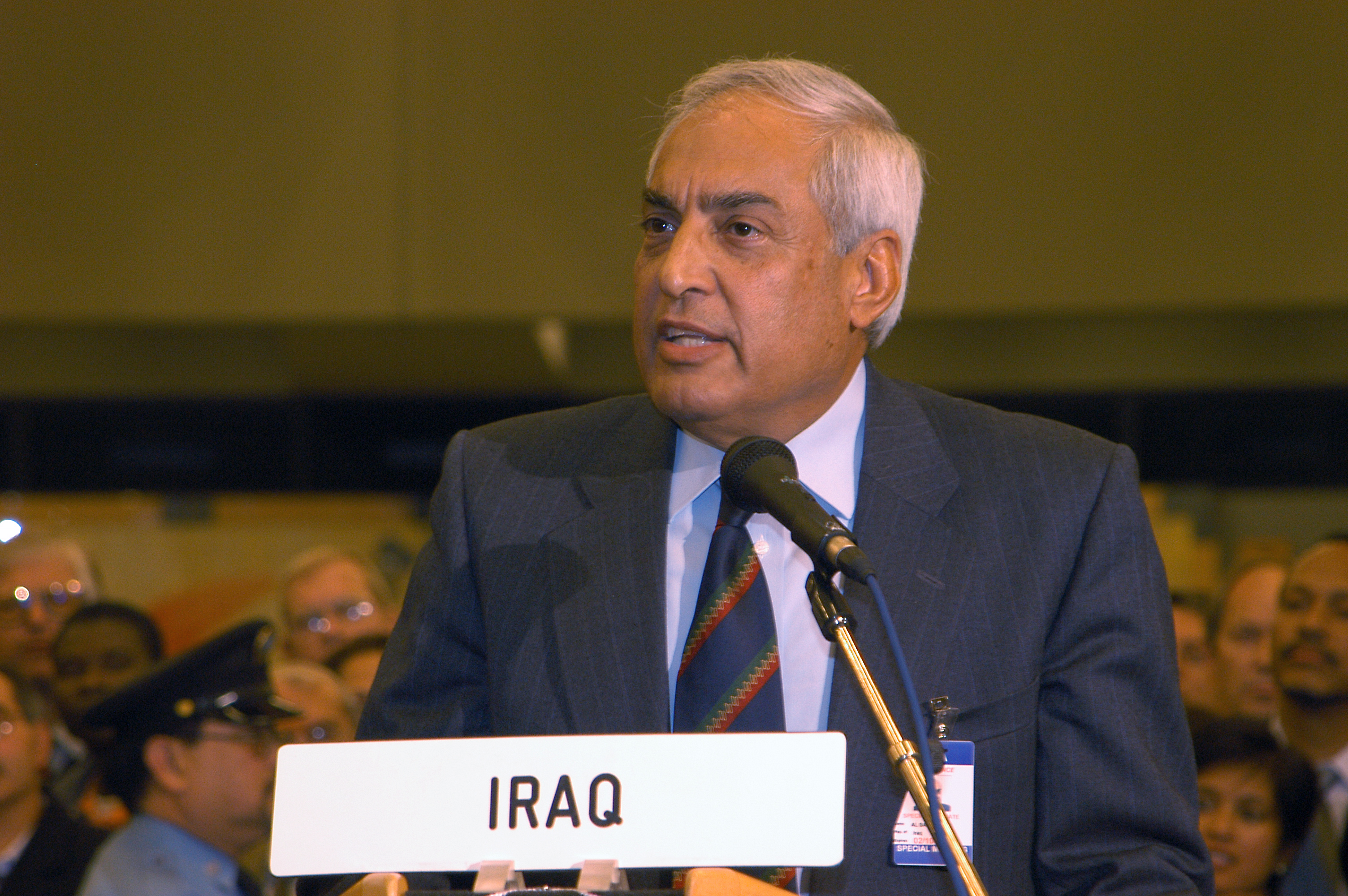
عامر حمودی حسن السعدی در یک کنفرانس مطبوعاتی در مورد ترتیبات عملی برای بازگشت بازرسان تسلیحاتی سازمان ملل به عراق (۱ اکتبر ۲۰۰۲)

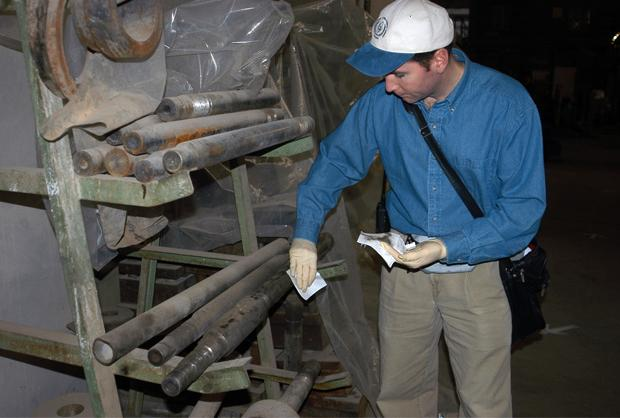
یک بازرس تسلیحاتی سازمان ملل در عراق

عامر حمودی حسن السعدی (متولد ۵ آوریل ۱۹۳۸)، «نابغه سازمانی پشت برنامه ابرسلاح‌های عراق» و رابط صدام حسین با بازرسان سازمان ملل در آستانه تهاجم سال ۲۰۰۳ بود. او همچون حسین کامل المجید، اصرار داشت که عراق سلاح‌های ممنوعه خود را نابود کرده‌است. در حالی که ایالات متحده اظهارات او را به عنوان یک دروغگو رد کرد، اما شکست بعدی در کشف سلاح‌های کشتار جمعی توسط گروه بررسی عراقی، این موضوع ثابت شد.
او نفر شماره ۳۲ در لیست افراد تحت تعقیب ایالت متحده بود.

## بازداشت
او در ۱۲ آوریل ۲۰۰۳ خود را به نیروهای ائتلاف تسلیم کرد و با کمک خبرنگاران زد د اف از آن‌ها خواست تا ناظر تسلیم شدن وی باشند و آن را مستند کنند. او در فرودگاه بین‌المللی بغداد به عنوان «بازداشتی با ارزش بالا» بازداشت شد. به همین دلیل او ۲۳ ساعت در روز در سلول انفرادی قرار داشت. کمیته بین‌المللی صلیب سرخ در گزارش محرمانه خود به مقامات ائتلاف اعلام کرد که این «نقض جدی کنوانسیون‌های سوم و چهارم ژنو» است. او هم اولین فرد حاضر در فهرست افراد تحت تعقیب قرار داشت که خود را تسلیم کرد و هم اولین فرد این فهرست بود که توسط ایالات متحده بازداشت شد.
بر اساس پاسخ مکتوب پارلمان توسط دنیس مک‌شین، نماینده مجلس به آنگوس رابرتسون، دیگر نماینده مجلس، عامر السعدی در ۱۸ ژانویه ۲۰۰۵ توسط ایالات متحده آزاد شد. با این حال، همان‌طور که در اینجا توضیح داده شد، این ادعا بسیار مشکوک است. یک مقاله نیوزویک در ۲۰ ژوئن ۲۰۰۵ گزارش داد که «یکی از مقامات وزارت امور خارجه آزادی السدی را انکار کرد» در حالی که در ژوئیه ۲۰۰۵ (یعنی خیلی پس از ژانویه)، دکتر راد بارتون، دانشمند استرالیایی که یکی از معاونان کلیدی چارلز دوئلفر بود، تقاضای قاطعانه ای برای آزادی دکتر السعدی کرد، که مطمئناً نشان می‌دهد که وی هنوز معتقد بود که او در بازداشت است. السعدی در سال ۲۰۰۵ آزاد شد.

## حرفه
او مدرک دکترای شیمی فیزیک را از کالج فناوری دانشگاه ساری دریافت کرد. او در طول تحصیل خود، در اکتبر ۱۹۶۳ با یک آلمانی در لندن ازدواج کرد. خانم السعدی فرزندان خود را در هامبورگ بزرگ کرد.
او در سال ۱۹۹۴ با درجه سپهبد بازنشسته شد و به سمت مشاور علمی ریاست جمهوری منصوب شد.